# Thomas Spahn
Thomas Spahn (* 27. Januar 1957 in Bottrop) ist ein deutscher Fernsehmoderator und Journalist.

## Leben
Spahn absolvierte 1976 am Bottroper Heinrich-Heine-Gymnasium das Abitur und begann anschließend ein Studium der Politikwissenschaft, Germanistik und Pädagogik. Zwischen 1976 und 1984 war er als freier Mitarbeiter bei der Westdeutschen Allgemeinen Zeitung (WAZ) in Bottrop tätig, danach von 1984 bis 1985 als studentischer Mitarbeiter beim Bonner ARD-Fernsehstudio.
Als Redaktionsleiter arbeitete er dann ab 1985 bei der Hörfunk- und Fernsehagentur Live in Bonn. Ab 1986 war er in Stuttgart als freier Moderator und Redakteur bei SDR 3 tätig. Thomas Spahn arbeitete ab 1987 erneut als Redakteur – nun bei der Rundfunknachrichtenagentur Rufa in Bonn. Dort wurde er 1989 zum stellvertretenden Chefredakteur. Ab 1993 übernahm Spahn die Stelle des Chefplaners der VOX-Nachrichten. Im Folgejahr wurde er Studioleiter von VOX in Bonn. Er arbeitete ab dem 1. Oktober 1994 als freier Fernseh- und Radio-Auslandskorrespondent in der Schweiz. Dort leistete Spahn Arbeit unter anderem für Spiegel TV, RTL und ARD-Hörfunkprogramme.
Ab 1996 war er freier Fernsehjournalist und -produzent in Bonn, wo er unter anderem wieder für Spiegel TV, RTL tätig war – und dieses Mal auch für die Stern-TV-Reportage. Von 1997 bis 1998 übte Thomas Spahn die Tätigkeit des politischen Korrespondenten für Spiegel TV in Bonn aus. In Bonn war er von 1999 bis Februar 2000 freier Fernsehjournalist und -produzent. Ab März 2000 arbeitete Thomas Spahn in Berlin als politischer Korrespondent und Moderator bei N24. Er moderierte dort den N24 Frühreport.
Seit Januar 2011 ist Thomas Spahn für den deutschen Auslandssender DW-TV der Deutschen Welle tätig. Er moderiert dort die Sendung Wirtschaft kompakt.
2020 geriet er in die Kritik, da in der von ihm moderierten Sendung über Jahre hinweg Falschinformationen über Elektroautos verbreitet worden seien.
Sein Bruder ist der WDR-Redakteur, Produzent und Regisseur Claus Spahn.

## Namensvetter
Es kann in der Schreibweise, auch bei der Bibliotheksrecherche, zu Verwechslungen mit dem deutschen Journalisten Tomas Spahn (1954–2023) kommen.